# アイザック・ソジャナー
アイザック・ソジャナー（Isaac Sojourner、1975年8月9日 - ）は、アメリカ合衆国ニューハンプシャー州出身のプロバスケットボール選手である。ポジションはフォワード。背番号13→25。201cm、103kg。

## 来歴
ソルトレーク・コミュニティーカレッジから2001年、浜松大学にバスケ留学のため来日。2002年には西日本オールスターでMVP獲得。同年さいたまブロンコスでアシスタントコーチも務める。
卒業後の2003年、ブロンコスに選手登録。同年シーズンにはリーグ優勝に貢献しMVPも獲得。
退団後は静岡県のクラブチーム、EDGE1に所属し、ストリートバスケットボールでも活動を続け、休日には何年も代々木公園で姿を見せた。
2006年、浜松大学時代のコーチであった青木幹典がヘッドコーチを務める高松ファイブアローズにドラフト5巡目（全体16位）指名を受け入団、全試合に出場しチームの準優勝に貢献した。
2008年、背番号が13から25に変わった。
2009年1月　古巣の埼玉ブロンコスに移籍。背番号は20。オフに退団。
その後、クラブチームのEDGE1に復帰し、2011年にはオールジャパンに出場している。

## エピソード
- 2009年、かつて在籍していた高松ファイブアローズが経営難に陥った際には、個人スポンサーの募集に応募している。[3]

## 記録
- 日本リーグ
  - MVP（2003-04）
  - ベスト5（2003-04）
  - ブロックショット1位（2003-04）
- bjリーグ
  - 週間MVP2回（2007年2月3･4日、2008年2月16・17日）